# Петро (Мансуров)
Митрополит Петро (у миру Петро Григорович Мансуров; 6 вересня 1954, Краковець, Львівська область, Українська РСР) — архієрей Російської православної церкви, митрополит Оренбурзький і Сарактаський.

## Біографія
Народився у сім'ї військовослужбовця. 1971 року закінчив ЗОШ № 5 міста Червоноград Львівської області. У 1972—1974 роках служив у лавах Радянської армії.
У 1975—1981 роках навчався на біологічному факультеті МДУ. Після закінчення університету працював за спеціальністю в Омському НДІ природно-осередкових інфекцій (молодший, потім старший науковий співробітник). У 1990 році захистив кандидатську дисертацію за спеціальністю «Вірусологія».
1978 року одружився, в 1979 році народився син Григорій (зараз священик). У 1988 році дружина померла.
8 листопада 1995 року висвячений на диякона, 26 листопада — у ієрея. З травня 1996 року — настоятель храму Різдва Христового та преподобного Сергія Радонезького селища Крута Гірка міста Омська.
У 2008 році зведений у сан протоієрея.
У 2009 році закінчив Тобольську духовну семінарію, захистивши дипломну роботу на тему «Створення світу Богом та природнича проблема походження життя на Землі».
З серпня 2010 року — секретар Омського єпархіального управління.
4 січня 2012 року у Свято-Микільському монастирі в селі Большекулачьї пострижений у чернецтво з ім'ям Петро на честь апостола Петра.

### Архієрейство
6 червня 2012 року рішенням Священного синоду обраний єпископом новозаснованої Калачинської єпархії.
17 червня того ж року в Успенському соборі зведений у архімандрити митрополитом Омським і Таврійським Володимиром (Іким).
6 липня 2012 року в Даниловому монастирі патріарх Московський і всієї Русі Кирило очолив чин наречення архімандрита Петра в єпископи Калачинського і Муромцевського.
12 липня 2012 року в храмі святих апостолів Петра і Павла в Лефортові в Москві висвячений на єпископа Калачинського та Муромцевського. Хіротонію очолив патріарх Московський і всієї Русі Кирило в співслужінні митрополитів Саранського і Мордовського Варсонофія (Судакова), Омського та Таврійського Володимира, єпископів Солнечногорського Сергія (Чашина) та Воскресенського Сави (Міхеєва).
22 січня 2019 року на засіданні Архієрейської ради Омської митрополії призначений головою колегії митрополії у справах канонізації святих.
27 грудня 2023 року рішенням Священного синоду РПЦ призначений єпископом Оренбурзьким і Сарактаським, главою Оренбурзької митрополії, а 3 січня 2024 року в Успенському соборі Московського Кремля патріархом Кирилом зведений у сан митрополита.